# Armando Peverelli
Armando Peverelli, né le 2 décembre 1921 à Milan et mort le 18 juillet 1981 à Fino Mornasco (Lombardie), est un coureur cycliste italien, professionnel de 1946 à 1951.

## Palmarès
- 1946
  - 3e de la Coppa Guastoni
- 1948
  - 6e du Tour de Suisse
- 1950
  - 8e du Tour de Catalogne

## Résultats sur les grands tours

### Tour de France
1 participation
- 1949 : abandon (17e étape)

### Tour d'Italie
4 participations
- 1947 : 28e
- 1948 : 21e
- 1949 : abandon
- 1950 : 37e